# Suzuki RE5
La Suzuki RE5 era una motocicletta con motore Wankel (o motore rotativo), costruita dalla Suzuki Motor Company dal 1974 al 1976. Ci furono solo due versioni prodotte nei pochi anni di commercializzazione della moto: la 1975 M disponibile nei colori "Firemist Orange" e "Firemist Blue" e la 1976 A disponibile solamente in nero.

## Storia
La Suzuki presentò la sua prima (ed unica) moto equipaggiata con un motore Wankel al Salone di Tokyo del 1973. Il motore della RE5, prodotto in Germania dall'industria NSU, aveva eccezionali caratteristiche di regolarità di funzionamento e potenza, con la quasi totale assenza di vibrazioni. Ciò era possibile grazie all'assenza di masse in moto alterno (che sui motori tradizionali sono bielle, pistoni e spinotti).
All'inizio degli anni settanta altre industrie motociclistiche sperimentarono prototipi equipaggiati col motore Wankel ma la Suzuki fu l'unica (insieme alla tedesca Hercules e alla britannica Norton) ad usare il motore rotativo su una moto prodotta in massa.

## Descrizione
La linea della RE5, disegnata da Giugiaro,  non fu rivoluzionaria quanto il suo propulsore. Il pannello degli strumenti e il fanalino posteriore erano contenuti in un contenitore cilindrico per riprendere il tema del "rotativo", mentre il resto della moto riprendeva le linee della Suzuki GT750.
In una versione successiva, prodotta per pochissimo tempo e denominata "B", anche la strumentazione e il fanalino posteriore furono identici a quelli adottati sulla GT750, conferendo alla RE5 un aspetto ancora meno innovativo.
Il pubblico trovò interessante il progetto della RE5, ma non molti ebbero il coraggio di acquistare il modello, in quanto la nuova tecnologia spaventava i clienti.
Nonostante tutto la Suzuki investì enormi somme di denaro per il progetto e per la costruzione di intere catene di montaggio che producevano il nuovo tipo di motore.
Il modello e la produzione e progettazione del motore rotativo furono abbandonate nel 1977.